# James Ogilvy lord Findlater

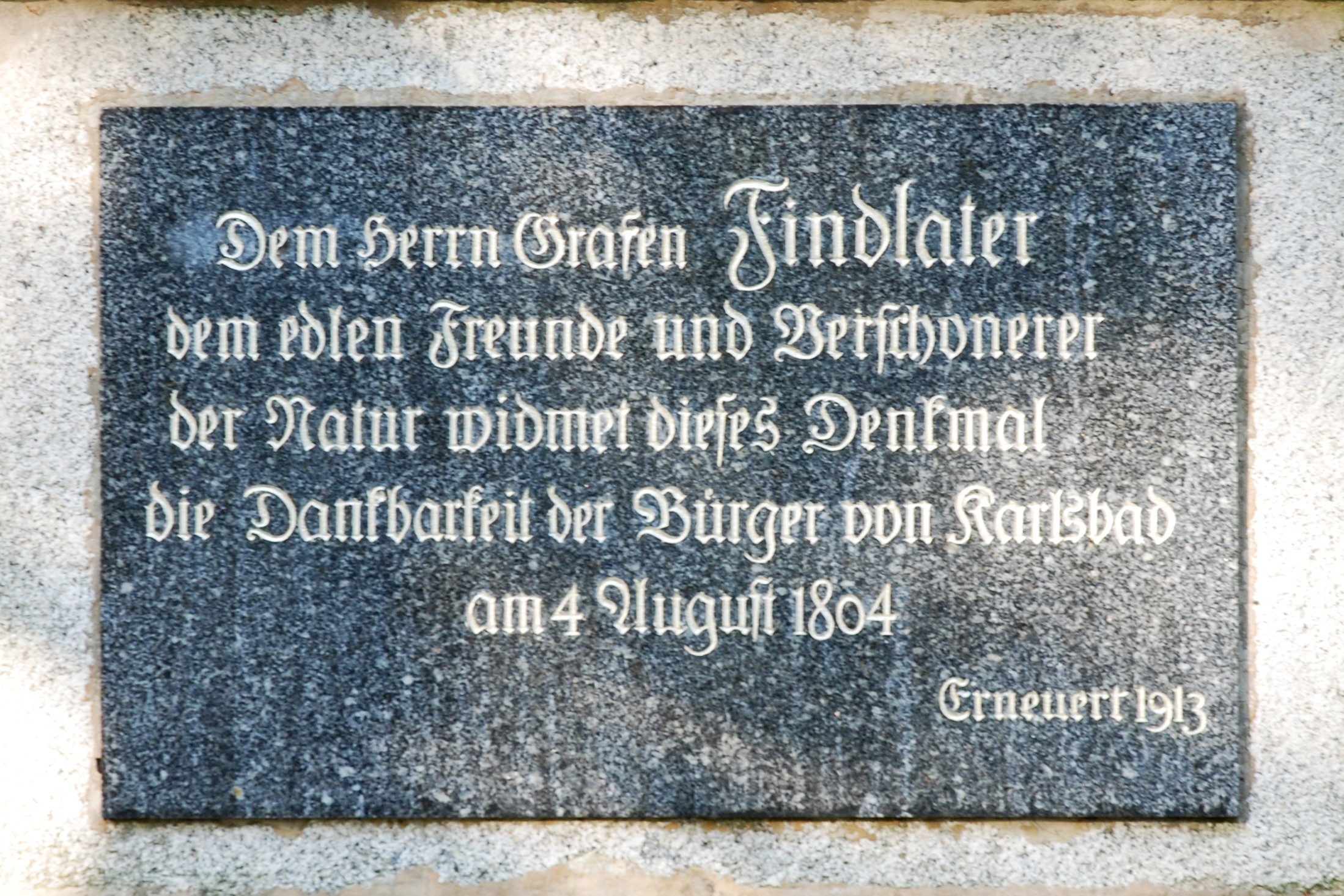
Pamětní deska u Findlaterova obelisku v Karlových Varech

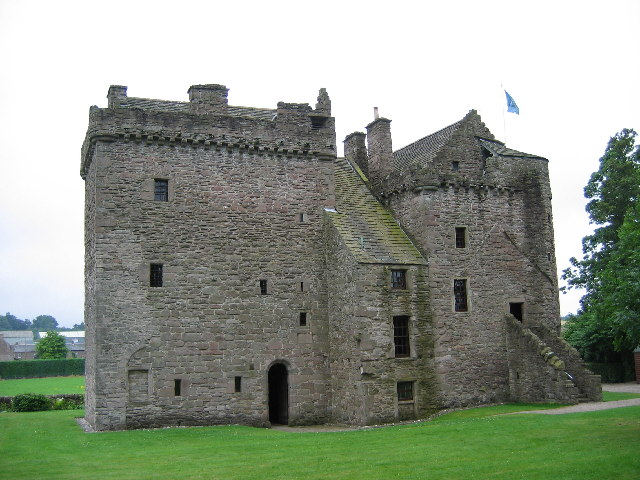
Hrad Huntingtower, rodiště Jamese Ogilvyho

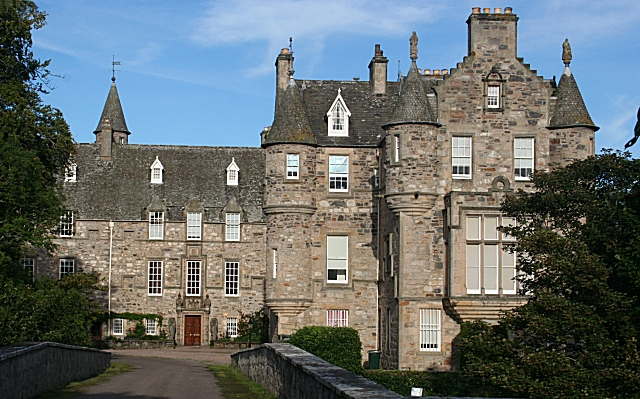
Cullen House, sídlo hrabat z Findlaterua Seafieldu a místo, kde mladý James Ogilvie vyrůstal

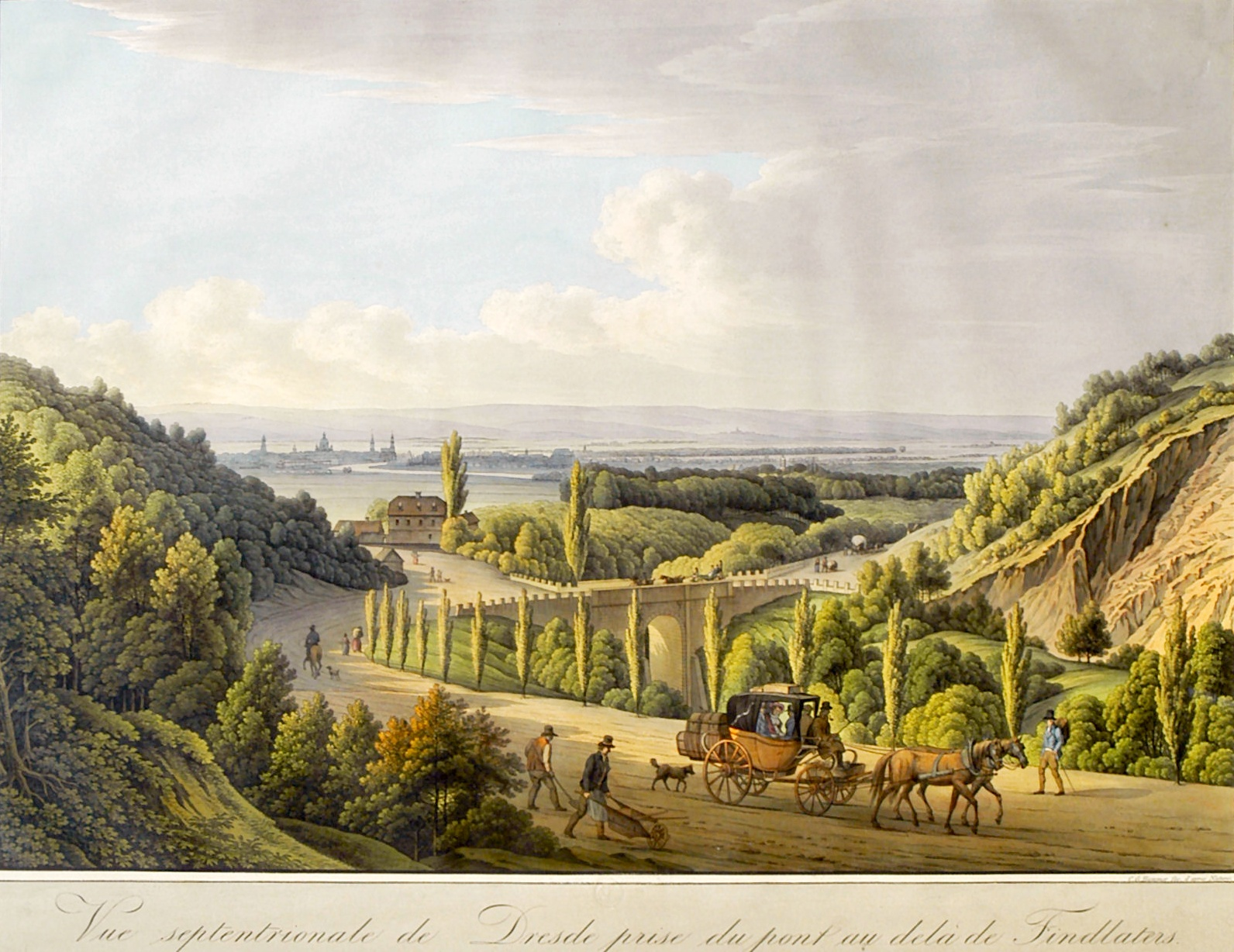
Findlaterovy vinice u Drážďan,lept Christiana Gottloba Hammera, 1805

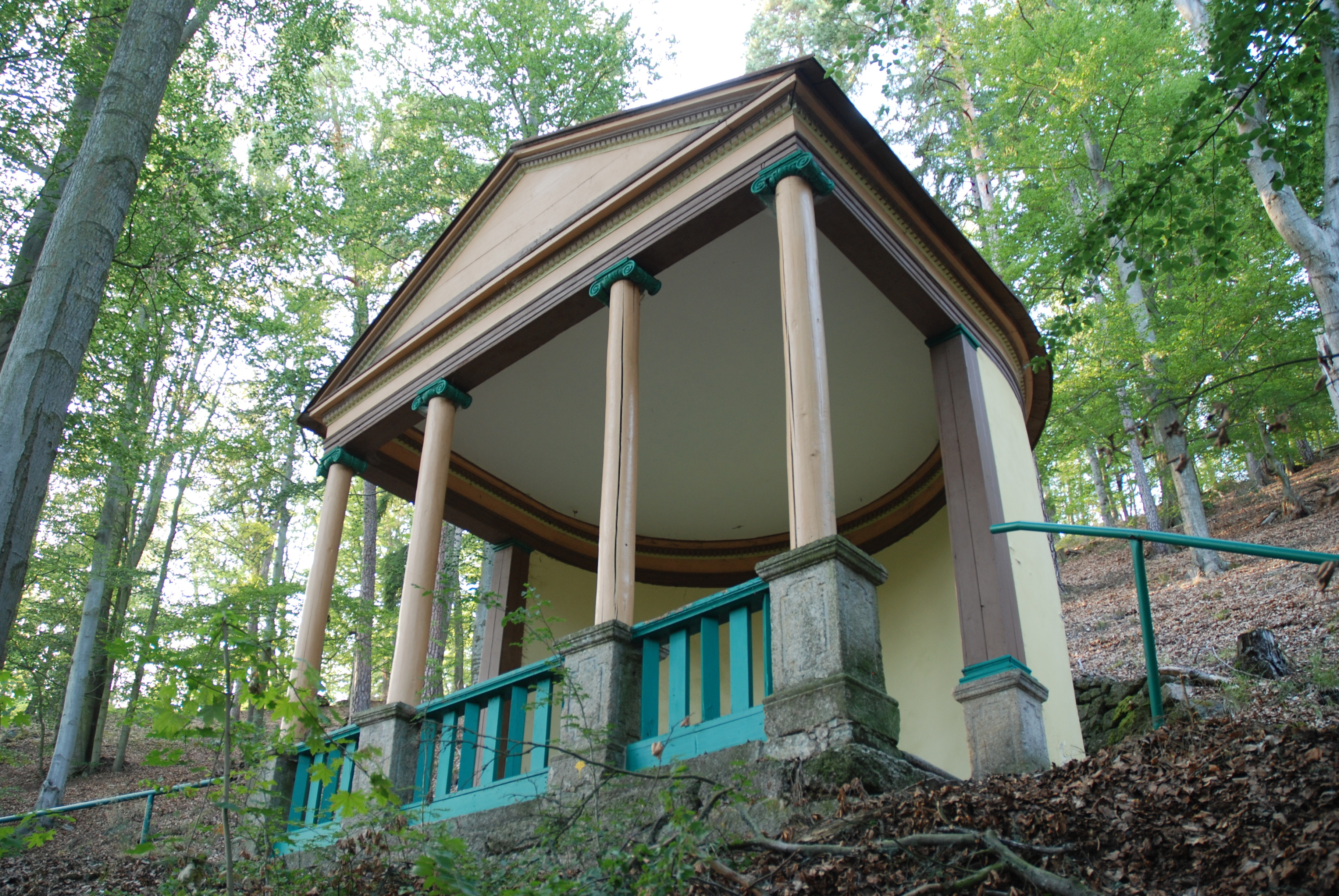
Findlaterův altán v Karlových Varech

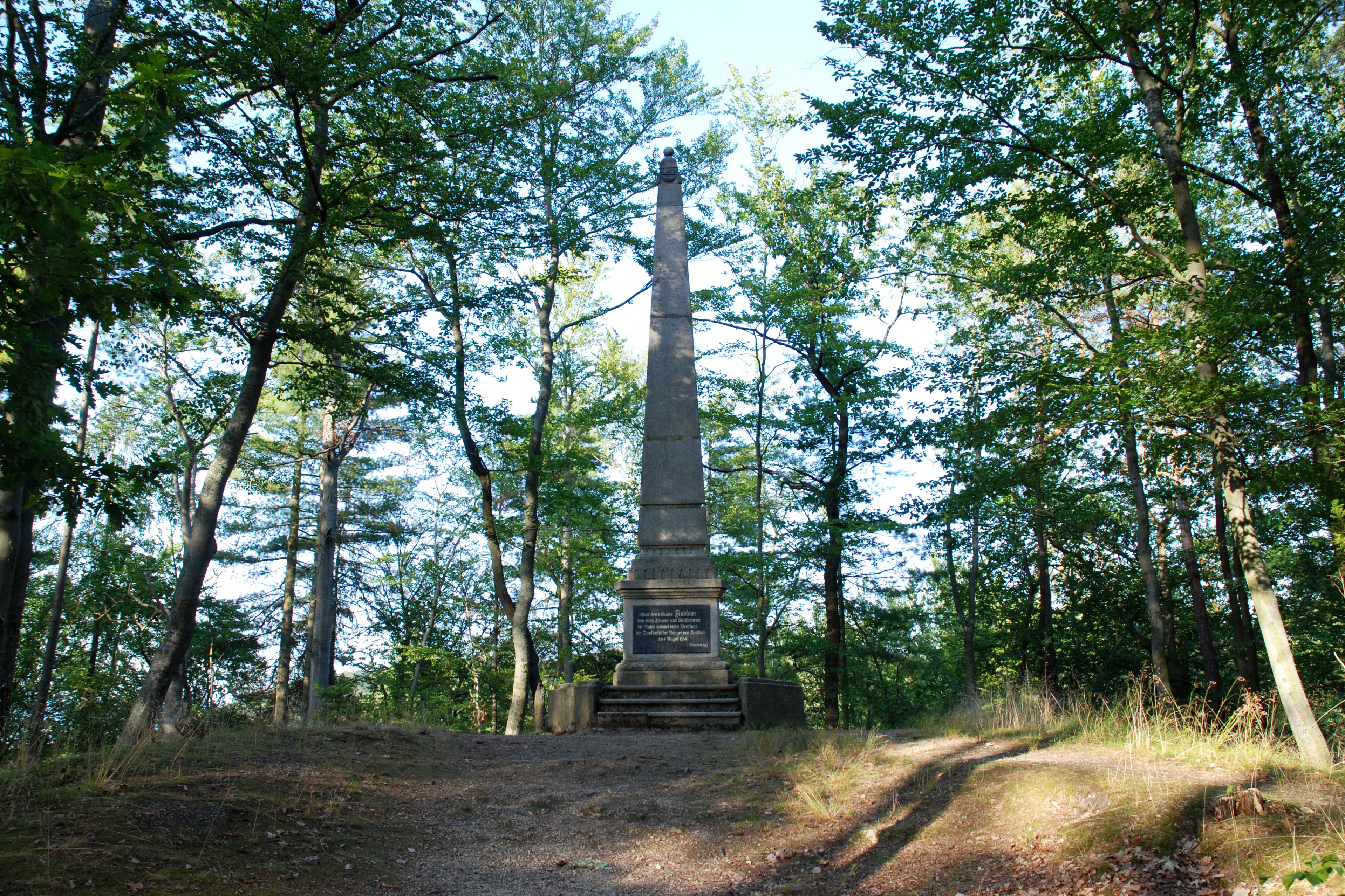
Findlaterův obelisk v Karlových Varech

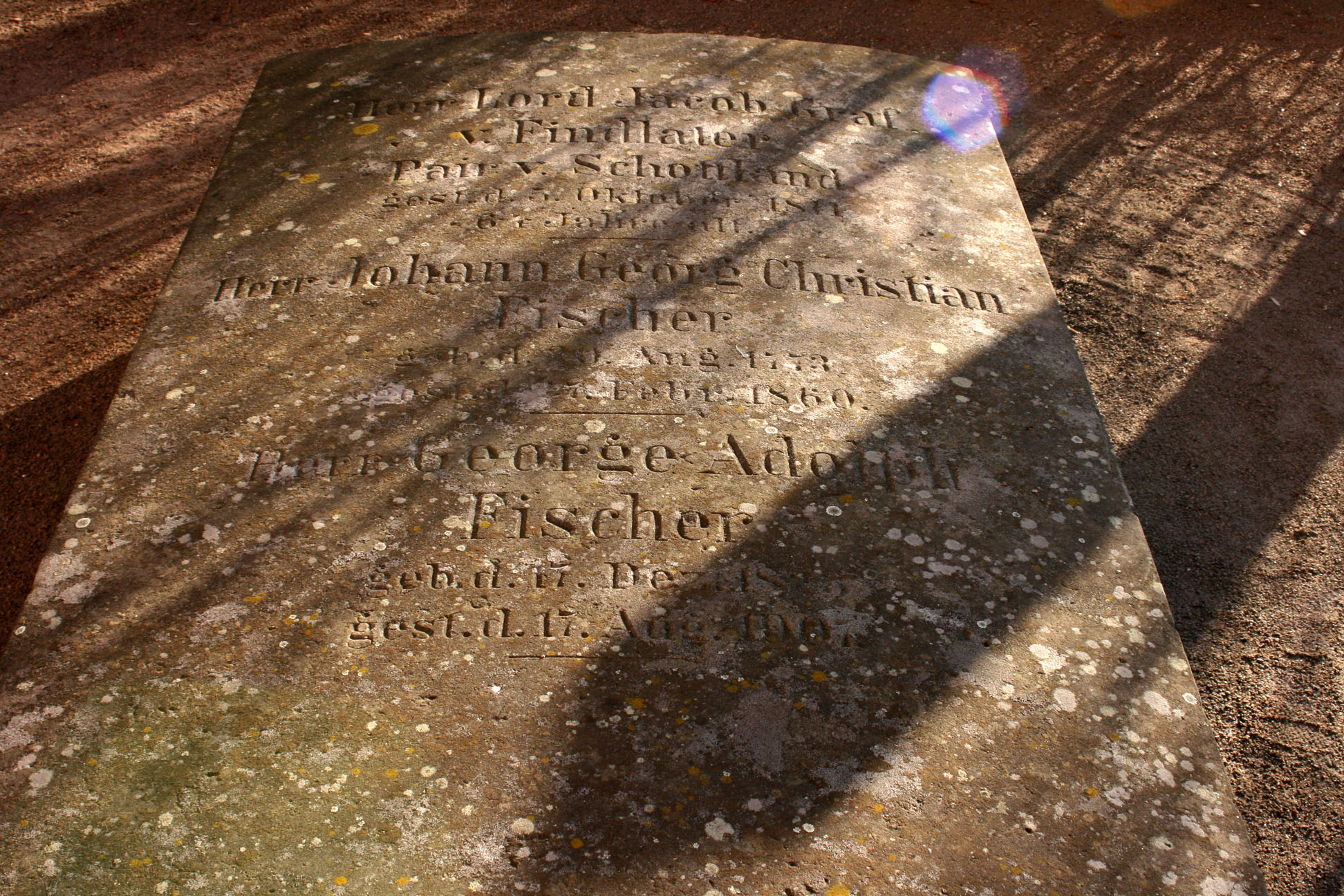
Findlaterův a Fischerův hrob u kostelav Loschwitz (Drážďany)

James Ogilvy lord Findlater, celým jménem James Ogilvy, 7. hrabě z Findlateru a 4. hrabě ze Seafieldu, (10. dubna 1750 – 5. října 1811) byl skotský šlechtic, krajinářský architekt a filantrop. Byl velkým propagátorem nového krajinářského stylu – anglického parku. Velkolepě přispíval k vylepšování krajiny v kontinentální Evropě.

## Mládí
Lord Findlater byl synem Jamese Ogilvyho, 6. hraběte z Findlateru (asi 1714–1770) a Lady Mary Murrayové (1720–1795), dcery Johna Murraye, 1. vévody z Athollu. Narodil se v roce 1750 na hradu Huntingtower poblíž města Perth. Jeho jediný bratr John v roce 1763 zemřel. Roku 1770, tedy ve svých dvaceti letech, zdědil po otci, 6. hraběti z Findlateru (který si vzal život), všechen majetek, vč. sídla Cullen House.
Studoval na Oxfordské univerzitě. Později opustil Britské ostrovy a odešel do Bruselu v rakouském Nizozemsku. Zde se v roce 1779 oženil s Christinou Teresou Murrayovou, se kterou však žil jen krátce. Christina Teresa byla dcerou Sira Josepha Murraye, hraběte z Melgumu, baroneta Nového Skotska a generálporučíka v armádě Svaté říše římské.

## Exil
Findlater je často uváděn mezi těmi, kteří ze Skotska odešli v důsledku své homosexuální orientace. Není však známo, zda šlo o skutečné „vyhnanství“ nebo zdali odešel z vlastní vůle. V roce 1791 měl totiž vtipkovat na úkor Jane, vévodkyně z Gordonu, manželky Alexandra Gordona. Nedlouho předtím byla postavena loď nazvaná Vévodkyně z Gordonu s měděným opláštěním trupu, aby se zabránilo časné hnilobě dřeva. Findlater pak kdesi utrousil dvojsmyslnou poznámku (ve skotštině): „I aye kent the Duchess had a brass neck and a brazen face, but I niver kent she had a copper arse.“ Vévodkyně z Gordonu tento výrok nepovažovala za vtipný a podala u soudu žalobu. Findlater uprchl a už se nikdy do Skotska nevrátil.

## Cullen
Přestože lord Findlater pobýval v cizině, byl stále účastněn na svém majetku a zaměstnával přední architekty. Například pověřil architekta Roberta Adama vypracováním plánu na nový dům v Cullen a Jamese Playfaira, aby navrhl nové plány pro stávající dům a přilehlou zahradu s kuchyní. V roce 1773 na cestě na Hebridy navštívili panství skotský životopisec James Boswell a anglický básník a esejista Samuel Johnson a poznamenali, že sídlo bylo „obdivuhodně navrženo“.
Návrh Roberta Adama na nové místo pro sídlo nebyl akceptován, avšak návrh na přemístění Cullen z okolí kostela na stávající místo poblíž přístavu byl zrealizován, i když až o několik let později.
Od roku 1791 spravoval majetek v Cullen John Ross, bývalý profesor univerzity v Aberdeenu. Findlaterův majetek ve Skotsku (v době jeho smrti) vykazoval asi 40 000 GBP ročně (v roce 2009 by to představovalo asi 4,6 milionu GBP).

## Karlovy Vary
V roce 1793 navštívil lord Findlater poprvé Karlovy Vary a do roku 1810 se zde léčil celkem čtrnáctkrát. Stal se významným patronem města a dával velké částky peněz místním charitativním organizacím na zlepšení města a jeho okolí.
Byl okouzlen krásou okolních lesů a z vděčnosti za to, že místní horké prameny měly na jeho zdravotní stav pozitivní vliv, nechal zřídit či rozšířit v okolních lesích některé promenádní cesty. Jedna z nich – Findlaterova stezka – nese jeho jméno. V roce 1801 dal v lázeňských lesích postavit empírový altán. Stavba byla umístěna na pečlivě zvoleném místě tehdy s výhledem do údolí řeky Teplé směrem k Březové a již od doby vzniku se altán nazýval Findlaterův. Je nejstarším výletním altánem na území karlovarských lázeňských lesů. V roce 1958 byl prohlášen kulturní památkou.
Roku 1804 nechala karlovarská městská rada na počest štědrého mecenáše jako projev vděčnosti občanů Karlových Varů postavit osm metrů vysoký trojboký sloup nesoucí již od doby svého vzniku jméno Findlaterův obelisk.

## Drážďany
V roce 1802 byl lord Findlater pověřen hraběnkou Henriettou z Schall-Riaucouru, aby vytvořil v okolí Gaussigova domu poblíž Bautzenu anglický park. Lordův osobní sekretář Johann Georg Fischer zakoupil v roce 1803 v Labském údolí v Drážďanech (Landschaft Dresdner Elbtal) na lordovy náklady usedlost Helfenberg Manor. Pozemek zahrnoval pět vinic, včetně vinice Findlater a vinice Findlater Sheer poblíž Loschwitzu s panoramatickým výhledem na Labe. V okolí domu se rozprostíral malý park, který lord upravil a vysadil zde vzácné keře a stromy.
Na hoře Bredemannschen, kde dnes stoupá k nebi zámek Albrechtsberg, nechal lord Findlater mistra stavitele Johanna Augusta Gieseho postavit novoklasicistní palác. Tato budova brzy získala označení nejkrásnějšího rodinného paláce v Drážďanech. Přilehlé terasy s vyhlídkou na Labe byly obohaceny pergolami, rybníky a vinnou révou.

## Úmrtí
Lord Findlater zemřel 5. října 1811. Drážďanský majetek odkázal svému partnerovi Johannu Georgovi Christianu Fischerovi, který pak žil na Helfenbergově panství až do své smrti v roce 1860. Skotští dědici lorda Findlatera ho zažalovali s odůvodněním, že dědictví odkázané Fischerovi je plněno jako bezdůvodné obohacení (tj. „Ob turpem causam“). Titul hrabě z Findlateru byl až do Fischerovy smrti pozastaven. Titul hrabě ze Seafieldu přešel na bratrance Sira Lewise Alexandra Granta (1767–1840), který také převzal příjmení Ogilvy.
Lord Findlater je pohřben u farního kostela v Loschwitz v Drážďanech. Na náhrobku je jméno jak Findlaterovo, tak jeho životního partnera Johanna Georga Christiana Fischera (1773–1860).